# Tachymenoides harrisonfordi
Tachymenoides harrisonfordi este o specie de șerpi care aparține genului Tachymenoides, famlia Colubridae. Specia a fost descoperită în Peru și descrisă în 2023 și a fost numită după actorul american Harrison Ford.